# バルディッセーロ・ダルバ
バルディッセーロ・ダルバ（伊: Baldissero d'Alba）は、イタリア共和国ピエモンテ州クーネオ県にある基礎自治体（コムーネ）。

## 地理

### 位置・広がり

#### 隣接コムーネ
隣接するコムーネは以下の通り。
- チェレゾーレ・アルバ
- コルネリアーノ・ダルバ
- モンタルド・ロエーロ
- ソンマリーヴァ・デル・ボスコ
- ソンマリーヴァ・ペルノ